# Leopold D. Silberstein
Leopold Dias Silberstein (geboren am 14. Februar 1904 in Berlin; gestorben 13. November 1981 in Zürich) war ein deutsch-amerikanischer, jüdischer Unternehmer. Er gilt als einer der ersten Corporate Raiders in den Vereinigten Staaten.

## Leben
Leopold D. Silbersteins Vater war im Import-Export-Geschäft tätig.  Leopold D. machte 1924 einen Abschluss in Wirtschaftswissenschaften an der Universität Berlin. Anschließend arbeitete er an der Berliner Börse. Später wechselte er als Buchhalter zur Bank von Goldschmidt-Rothschild & Co. Ab 1930 arbeitete er für das Investmentunternehmen Bechhold & Co KG und war daneben als Bankier selbstständig. 1933 flüchtete der Jude mit Frau und Kindern vor den Nationalsozialisten nach Amsterdam. Dort arbeitete er für das Investmentunternehmen Louis Korijn & Co. Nach dem deutschen Überfall auf die Niederlande verließ er 1940 das Land in einem Boot mit seinen Habseligkeiten und den Geldmitteln, deren er in der Kürze der Zeit habhaft werden konnte.
Seine Frau und seine Kinder durften in Großbritannien bleiben, während er gezwungen wurde, sich in einem anderen Teil des britischen Commonwealth niederzulassen. Er wurde nach Australien verschifft und erhielt dort das Angebot, bei einem Pionier-Bataillon anzumustern. Dies lehnte er ab. Auf Grund seiner Tätigkeit bei der niederländischen Bürgerwehr besaß er niederländische Reisedokumente. Damit reiste er 1941 nach Shanghai. Da er während seiner Zeit in den Niederlanden einen Großteil seines Vermögens auf Konten des neutralen Portugal deponiert hatte, bekam er in Shanghai mit Hilfe des portugiesischen Konsuls Zugriff auf diese Mittel. In der Folge investierte er in Gebäuden und Grundstücken in Shanghai. Er beteiligte den Konsul an seinen Geschäften und erhielt dadurch diplomatische Immunität. Nachdem im Dezember 1941 auch der von Ausländern bewohnte Teil von Shanghai von den japanischen Truppen übernommen worden war, wurde er Teil der portugiesischen Kommission zum Austausch von Gefangenen. Als 1943 der portugiesische Konsul wegen seiner liberalen Vergabe von Pässen in die Heimat zurückbeordert wurde, musste auch Leopold Silberstein Shanghai verlassen. In Goa trennte er sich vom Konsul und kooperierte mit dem britischen Geheimdienst, dem er Informationen über die Lage in Shanghai gab. Zum Dank dafür konnte er nach Großbritannien zu seiner Familie zurückkehren.
Am 30. September 1948 übersiedelte er in die Vereinigten Staaten. Dort erhielt er am 9. Juli 1954 die amerikanische Staatsbürgerschaft. Er gründete das Investmentunternehmen Uno Equities Inc. 1950 fiel sein Augenmerk auf die Pennsylvania Coal and Coke Company. Das Unternehmen machte bei einem Umsatz von jährlich 6 Millionen Dollar 100.000 Dollar Verlust, besaß aber ein Anlagevermögen von 4 Millionen Dollar. Es gelang ihm und seinen Unterstützern bis zum Frühjahr 1951 von den 148.000 gehandelten Aktien rund 75.000 zu erwerben. Damit verfügten sie über die Stimmrechtsmehrheit. In der Gesellschafterversammlung am 3. April 1951 überraschte er die Unternehmensleitung mit der Ansage, dass eine neue Geschäftsleitung gewählt werden sollte und er und seine Unterstützer über die entsprechenden Stimmen verfügten. Die Übernahme war eine der ersten „Überraschungscoups“ in der Nachkriegsära und weckte die Vorstände vieler Unternehmen auf und fokussierte ihr Interesse darauf, wer die Aktien der Unternehmen zu welchen Zwecken aufkaufte.
In der Folge verkaufte die Pennsylvania Coal and Coke (ab 1954 als Penn-Texas Corporation firmierend) ihre Kohleminen und begann in andere Wirtschaftszweige, vor allem im Maschinenbau und in für die militärische Rüstung wichtigen Unternehmen zu investieren. So wurden unter anderem 1953 Industrial Brownhoist Corporation und 1955 Colt’s Manufacturing Company und Chandler Evans erworben. Bei der Übernahme von Chandler Evans wurde er unterstützt vom später als KGB-Informanten aufgedeckten Journalisten und Unternehmer David Karr. Ab 1956 begann Silberstein Aktien des Konzerns Fairbanks-Morse, auch mit Unterstützung von Schweizer Banken, zu erwerben. Nachdem bekannt worden war, dass Silberstein mit seiner Penn-Texas Corporation eine Übernahme des Unternehmens plante, begann dieses sich zu wehren. Der Übernahmekampf wurde für die Penn-Texas Corporation durch die aufgenommenen Kredite immer mehr zu einem finanziellen Risiko. Schließlich verloren seine Mitstreiter die Geduld mit Silberstein und er trat am 24. Juni 1958 von seinen Positionen als Präsident und Chairman of the Board der Gesellschaft zurück. Kurze Zeit später musste er auch seinen Sitz im Aufsichtsrat räumen. Er wurde mit einem jährlich mit 40.000 Dollar dotierten Beratervertrag über vier Jahre abgefunden.
Die Übernahmen führten u. a. auch auf Betreiben von Thomas J. Dodd ab 1955 zu Untersuchungen des U.S.-Senates. Unter anderem wurde auch untersucht, ob es sich um sowjetische Einflussnahmen handeln könnte.
Nach seinem Ausscheiden trat er nicht mehr öffentlich in Erscheinung.
Leopold D. Silberstein war verheiratet mit Mathilde „Tilly“ Tiger (1904–1980). Das Ehepaar hatte eine Tochter (Elizabeth, verheiratete Cats) und einen Sohn (Charles). Leopold D. Silberstein verstarb am 13. November 1981 in Zürich und wurde auf dem Friedhof Oberer Friesenberg der Israelitischen Cultusgemeinde bestattet.